# Имхоф, Роджер
Фредерик Роджер Имхоф (англ. Frederick Roger Imhof; 1875—1958) — американский киноактёр, артист водевилей, бурлеска, цирка, автор песен.

## Биография
Родился 15 апреля 1875 года в Рок-Айленд, штат Иллинойс, США. Его родителями были швейцарец Николя Имхоф и Сьюзен (урождённая Маклюэн) из Ирландии. Начал карьеру клоуна в цирке Миллс Ортон, выступал как «ирландский» комедиант. В 1895—1930 годах гастролировал в составе водевилей и бурлесков. В 1897 году вместе с Чарльзом Осборном показывал «комедийный акробатический номер».
В театральном сезоне 1902/1903 годов совместно работал со знакомым по водевилю Хью Конном, сотрудничество между ними продолжалось до конца 1920 (по некоторым данным 1930) годов. В 1913 году женился на Марсель Коринн (? — 1977), которая ранее присоединилась к их актёрскому составу. Трио Имхоф, Конн и Коринн гастролировали с программой двух скетчей: «Дом вредителей» (англ. The Pest House) и «Фельдшер Лаудер. США» (англ. Surgeon Louder, U.S.A.), сюжет последней «военной комедии» написал сам Имхоф. Самым успешным и долгоиграющим скетчем стал «Дом вредителей». По данным газеты The Oregon Journal, в нём Имхоф играл ирландского разносчика, который проводит неудачною ночь в гостинице. В 1923 году появлялся в бродвейской постановке «Джек и Джилл».
Имхоф также занимался инвестированием недвижимости в Чикаго и Лос-Анджелесе, но потерял значительную сумму денег во время Великой депрессии. Работал в зарождающийся киноиндустрии Голливуда в качестве «ведущего, промоутера и агента». В качестве актёра в период 1932 по 1944 год появлялся в фильмах «Сан-Франциско» (1936), «Гроздья гнева» (1940) и «Оружие для найма» (1942).
Скончался 15 апреля 1958 года в Голливуде, район Лос-Анджелеса. Похоронен на кладбище Валхалла-Мемориал-Парк.

## Критика
Американский комедийный актёр и комик Бастер Китон в интервью Р. Франклину назвал Имхофа:
Берт Уильямс один из моих любимых комедиантов, а Марселин [Орбе] я думаю, величайший клоун которого я видел.
Роджер Имхоф был величайшем ирландским персонажем которого я когда либо видел.Бастер КитонОригинальный текст (англ.)Bert Williams is one of my favorite comedians, and Marceline I think is the greatest clown I ever saw. Roger Imhof was the greatest character Irish comedian I ever saw

## Фильмография
- 1932 — Я и моя девушка[англ.] / Down and Outer — голодающий (не указан в титрах)
- 1933 — Пэдди — лучший друг[англ.] / Micky — Микки
- 1933 — Крупное дело Чарли Чана[англ.] / The Beachcomber — бродяга
- 1933 — Шумиха / Colonel Gowdy — полковник Гоуди
- 1934 — Дэвид Харум[англ.] / Edwards — Эдвардс
- 1934 — Навсегда со времён Евы[англ.] / Dave Martin — Дэйв Мартин
- 1934 — Спящие на Востоке[англ.] / MacGowan — Макгоуэн.
- 1934 — Дикое золото[англ.] / James 'Pop' Benson — Джеймс «Поп» Бенсон
- 1934 — Гран-Канария[англ.] / Jimmie Corcoran — Джимми Коркоран
- 1934 — Мастер на все руки[англ.] / Doc Burmeister — доктор Бурмейстер
- 1934 — Судья Прист / Billy Gaynor — Билли Гейнор
- 1934 — Время любви[англ.] / Innkeeper — трактирщик
- 1934 — Музыка в эфире[англ.] / Burgomaster — бурмистр
- 1935 — Под прицелом[англ.] / George Breck — Георг Брекк
- 1935 — Ещё одна весна[англ.] / Mr. Sweeney — мистер Суини
- 1935 — Жизнь начинается в 40[англ.] / Pappy Smithers — Паппи Смитерс
- 1935 — Скандалы Джорджа Уайта 1935 года / Officer Riley — офицер Райли (не указан в титрах)
- 1935 — Фермер женится[англ.] / Samson 'Sam' Weaver — Сэмсон «Сэм» Уивер
- 1935 — Пароход, плывущий по течению / Pappy — Паппи
- 1936 — Сброд[англ.] / 'Pops' — аплодирующий
- 1936 — Три крёстных отца[англ.] / Sheriff — шериф
- 1936 — Блуждающая леди[англ.] / Captain Murchison — капитан Мурчисон
- 1936 — Сан-Франциско / Alaska — Аляска
- 1936 — Сын возвращается домой[англ.] / Detective Kennedy — детектив Кеннеди
- 1936 — По его стопам / Adams — Мак Адамс[5]
- 1936 — К северу от Нома[англ.] — судья Брайдл
- 1936 — Впереди красные огни[англ.] / Pa Wallace — Па Уоллес
- 1937 — Девочки любят мальчика[англ.] / Charles Conrad — Чарльз Конрад
- 1937 — Возлюбленная флота[англ.] / Commander Lodge — коммандер Лодж
- 1937 — Высокий, широкоплечий и красивый[англ.] / Pop Bowers — аплодирующий в беседке
- 1937 — Жених пошел туда[англ.] / Hank — Хэнк
- 1937 — Каждый день — праздник[англ.] / Trigger Mike — триггер Майк
- 1939 — Приключения Гекльберри Финна / Judge Logan at Jim’s Tria — судья Логан (не указан в титрах)
- 1939 — Не рассказывай сказки[англ.] / Taxi Driver — таксист
- 1939 — Нэнси Дрю... Ищет неприятности[англ.] / Sheriff Barney Riggs — шериф Барни Риггс
- 1939 — Им нужна музыка[англ.] / Deputy Michael — заместитель Майкл (не указан в титрах)
- 1939 — Некуда идти[англ.] / Old Soldier — старый солдат (не указан в титрах)
- 1939 — Барабаны долины Мохок / Gen. Nicholas Herkimer — генерал Николас Херкимер
- 1940 — Линкольн в Иллинойсе[англ.] / Mr. Crimmin — мистер Криммин
- 1940 — Гроздья гнева / Mr. Thomas — мистер Томас
- 1940 — Маленький старый Нью-Йорк[англ.] / John Jacob Astor — Джон Якоб Астор
- 1940 — Я была искательницей приключений[англ.] / Henrich Von Korgen — Генрих фон Корген
- 1940 — Путь всякой плоти[англ.] / Franz Henzel — Франц Гензель
- 1940 — Рыжеволосая леди[англ.] / the Lamplighter Pat — фонарщик Пэт (не указан в титрах)
- 1940 — Победа[англ.] / Captain Davidson — капитан Дэвидсон (не указан в титрах)
- 1941 — Леди из Шайенны[англ.] / Uncle Bill — дядя Билл
- 1941 — Охота на человека / Captain Jensen — капитан Дженсен
- 1941 — Таинственный корабль[англ.] / Capt. Randall — капитан Рэндалл
- 1941 — Эта женщина – моя[англ.] / John Jacob Astor — Джон Якоб Астор[6] (не указан в титрах)
- 1942 — Оружие для найма / Senator Burnett — сенатор Бёрнетт
- 1942 — Это случилось во Флэтбуше[англ.] / Mr. Maguire — мистер Магуайр
- 1942 — Теннесси Джонсон[англ.] / Hannibal Hamlin — Ганнибал Хэмлин (не указан в титрах)
- 1944 — Казанова в стиле бурлеск[англ.] / Joseph M. Kelly Sr. — Джозеф М. Келли-старший
- 1944 — Дом в Индиане[англ.] / Roger Old Timer — старожил Роджер (не указан в титрах)
- 1944 — Вильсон / Minor Role — второстепенная роль (не указан в титрах)